# Rinat Ibragimow (Musiker)
Rinat Ibragimow (* 5. November 1960 in Moskau; † ≤ 2. September 2020) war ein russischer Kontrabassist, Dirigent und Musikpädagoge.

## Leben und Wirken
Ibragimow erhielt zehn Jahre Cello-Unterricht, bevor er im Alter von 16 Jahren zum Kontrabass wechselte. Er studierte am Ippolitov-Ivanov Musikinstitut Moskau bei Georgy Favorsky sowie am Moskauer Konservatorium bei Evgeny Kolosov und absolvierte dort außerdem Dirigierstudien bei Dimitri Kitaenko und Igor Dronov. Er gewann Erste Preise beim All Soviet Union Kontrabasswettbewerb (1984) und beim Giovanni Bottesini Wettbewerb (Concorso Bottesini) in Parma (1989). Seit 1983 wirkte er als Solobassist im Orchester des Bolschoi-Theaters, bei den Solisten der Moskauer Philharmonie, den Moskauer Solisten und der Moscow Academy of Ancient Music.
1995 übersiedelte er mit seiner Familie nach London und spielte seitdem als Solobassist beim London Symphony Orchestra. Außerdem konzertierte er als Solist und Kammermusiker. Von 1995 bis 1998 übernahm er die künstlerische Leitung der Moscow Instrumental Capella und arbeitete auch anschließend regelmäßig als Dirigent und Solist mit diesem Ensemble zusammen.
Ibragimow unterrichtete parallel zu seiner Konzerttätigkeit von 1991 bis 1997 am Moskauer Konservatorium und war ab 1999 Professor an der Guildhall School of Music sowie seit 2007 Professor am Royal College of Music. Einen Lehrauftrag hatte er außerdem an der Hochschule der Künste Bern inne und gab international Meisterkurse.
Nach einem Schlaganfall im Jahr 2014 konnte er nicht mehr konzertieren, unterrichtete jedoch weiterhin an der Guildhall School. Das London Symphony Orchestra verlieh ihm den Ehrentitel Principal Emeritus. 2019 wurde er von der International Society of Bassists mit dem Special Recognition Award für Solo-Performance ausgezeichnet.
Es wurden zahlreiche Video- und Tonaufnahmen seiner Solo-Konzerte veröffentlicht mit Werken von u. a. Bottesini, Vanhal, Kussewizki, Dittersdorf, Bach, Smirnow, Hindemith,  Mozart, Schumann und Schubert.
Das London Symphony Orchestra gab am 2. September 2020 die Nachricht über Ibragimows Tod bekannt.

## Privates
Rinat Ibragimow war verheiratet mit der Geigerin und Professorin Lucia Ibragimova und hat eine Tochter, die Geigerin Alina Ibragimova, und einen Sohn.